# Alternantie (taalkunde)
Met alternantie (de nevenvorm is alternatie) wordt in de theoretische taalkunde het verschijnsel dat een foneem en/of morfeem op verschillende manieren fonetisch gerealiseerd kan worden bedoeld. Elk van de afzonderlijke vormen wordt in dit verband een alternant genoemd. Alternantie wordt bepaald door de fonologische, morfologische en syntactische omgeving van het betreffende element. Het begrip is ook en met name van toepassing binnen de morfofonologie.
Met behulp van alternantie worden dus regels bepaald voor allofonie en allomorfie. Ook worden er analyses opgesteld met behulp waarvan wordt nagegaan hoe de verdeling van allofonen en allomorfen precies plaatsvindt. 

## Fonologisch bepaalde alternantie
Een voorbeeld van fonologisch bepaalde alternantie van morfemen in het Nederlands is het verschijnsel dat het suffix -te, dat de verleden tijd van zwakke werkwoorden markeert, als gevolg van regressieve assimilatie verandert dit morfeem na bepaalde stammedeklinkers in -de.

## Morfologisch bepaalde alternantie
Alternantie kan ook op fonemen in plaats van op morfemen betrekking hebben en morfologisch bepaald zijn. Een voorbeeld hiervan in het Nederlands is de stemloze dentaal aan het eind van de woorden goed en bad in zijn stemhebbende tegenhanger verandert wanneer de woorden een uitgang krijgen: goed-e, bad-en. In het Frans krijgen de meeste bijvoeglijke naamwoorden in de vrouwelijke vorm een extra medeklinker die zowel wordt geschreven als uitgesproken: gros, [gʁo], vrouwelijke vorm grosse [gʁos] ("lang"). 

## Syntactisch bepaalde alternantie
Syntactisch bepaalde alternantie doet zich bijvoorbeeld voor in de grammatica van de eiland-Keltische talen. Afhankelijk van de syntactische positie kunnen zich allerlei medeklinkergradaties voordoen. 
In het Iers bijvoorbeeld ondergaat de beginmedeklinker van een bijvoeglijk naamwoord lenitie na een vrouwelijk zelfstandig naamwoord:
- mór [mˠoːɾˠ]? "groot" → bean mhór [bʲan woːɾˠ]? "een grote vrouw".

In het Welsh ondergaat een zelfstandig naamwoord lenitie wanneer het lijdend voorwerp is:
- beic [bəik]? "fiets", → Prynodd y ddynes feic [ˈprənoð ə ˈðənɛs vəik]? "De vrouw kocht een fiets".